# Dendromus messorius
Dendromus messorius es una especie de roedor de la familia Nesomyidae.

## Distribución geográfica
Se encuentran en Benín, Camerún, República Democrática del Congo, Nigeria, y Togo.

## Hábitat
Su hábitat natural son: zonas subtropicales o tropicales secas,  pastizales.